# Ifeoma Iheanacho
Ifeoma Iheanacho (* 2. Januar 1988, nach anderer Quelle 18. Mai 1988) ist eine nigerianische Ringerin. Sie gewann bei den Weltmeisterschaften 2009 und 2010 jeweils eine Bronzemedaille in der Gewichtsklasse bis 67 kg.

## Werdegang
Ifeoma Iheanacho stammt aus dem nigerianischen Imo State. Sie begann im Jahre 2004 mit dem Ringen und wird seit 2006 von dem aus Nigeria stammenden früheren kanadischen Weltmeister Daniel Igali trainiert. Sie ist 1,69 Meter groß und startet in der Gewichtsklasse bis 67 kg Körpergewicht. Ihr Leistungsvermögen wird manchmal von der Malaria, unter der sie leidet, stark eingeschränkt. Umso bemerkenswerter ist es, dass sie bei verschiedenen internationalen Meisterschaften große Erfolge feiern konnte und auch in der Lage ist, starke Ringerinnen aus Europa und den Vereinigten Staaten zu besiegen. 
2008 wurde sie in Tunis Afrikameisterin vor Josiane Patricia Soloniaine aus Madagaskar und Sani Chortani aus Tunesien. Bei der Weltmeisterschaft 2009 in Herning/Dänemark besiegte sie Karine Shadojan aus Armenien und Kim Ji-Eun aus Südkorea. Im Halbfinale musste sie sich der späteren Silbermedaillengewinnerin Julija Bartnowskaja aus Russland knapp mit 1:2 Runden und 6:8 Punkten geschlagen geben. Im Kampf um eine WM-Bronzemedaille besiegte sie dann Adeline Gray aus den vereinigten Staaten.
2010 gelang es ihr, diesen Erfolg bei der Weltmeisterschaft in Moskau zu wiederholen. Dabei besiegte sie sogar die Lokalmatadorin Aljona Kartaschowa. Auch gegen Maria Selmaier aus Deutschland feierte sie einen überlegenen Punktsieg. Gegen Martine Dugrenier aus Kanada, die spätere Weltmeisterin verlor sie im Halbfinale und im Kampf um die Bronzemedaille besiegte sie Mami Shinkai aus Japan, die Vize-Weltmeisterin von 2008. Im gleichen Jahr belegte sie auch bei den Commonwealth Games in Delhi hinter Anita aus Indien und Megan Buydens aus Kanada den 3. Platz.
2012 wurde Ifeoma Iheanacho in Marrakesch dann zum zweiten Mal Afrikameisterin vor Wafa Cherni aus Tunesien. Bei den Olympischen Spielen in London war sie nicht am Start.
2013 nahm sie wieder an der Afrikameisterschaft teil, die in N’Djamena stattfand. Sie konnte aber ihren Titel von 2012 nicht verteidigen und belegte hinter Enass Mustafa aus Ägypten und Anta Sambou aus dem Senegal den 3. Platz. Im Dezember 2013 siegte sie bei der Commonwealth Meisterschaft in Johannesburg. In der Gewichtsklasse bis 67 kg verwies sie Anita aus Indien, Manju Tomar aus Indien und Sarah Jones aus Schottland auf die Plätze.
Im März 2014 nahm Ifeoma Iheanacho letztmals an einer internationalen Meisterschaft teil. Sie startete bei der Afrikameisterschaft in Tunis in der Gewichtsklasse bis 69 kg und kam hinter Enass Mustafa und Angela Tomo aus Kamerun auf den 3. Platz.

## Internationale Erfolge
| Jahr | Platz | Wettbewerb                                 | Gewichtsklasse | Ergebnisse |
| 2008 | 1.    | Afrika-Meisterschaft in Tunis              | bis 67 kg      | vor Josiane Patricia Soloniaine, Madagaskar und Sani Chortani, Tunesien                                                                                                 |
| 2009 | 3.    | WM in Herning/Dänemark                     | bis 67 kg      | nach Siegen über Karine Shadojan, Armenien und Kim Ji-Eun, Südkorea, einer Niederlage gegen Julija Bartnowskaja, Russland und einem Sieg über Adeline Gray, USA         |
| 2010 | 3.    | WM in Moskau                               | bis 67 kg      | nach Siegen über Aljona Kartaschowa, Russland und Maria Selmaier, Deutschland, einer Niederlage gegen Martine Dugrenier, Kanada und einem Sieg über Mami Shinkai, Japan |
| 2010 | 3.    | Commonwealth Games in Delhi                | bis 67 kg      | hinter Anita, Indien und Megan Buydens, Kanada |
| 2012 | 1.    | Afrika-Meisterschaft in Marrakesch         | bis 67 kg      | vor Wafa Cherni, Tunesien, Irene Ngadi Edouka, Kamerun und Nadia Antar Yassin Ahmed, Ägypten                                                                            |
| 2012 | 3.    | Hari-Ram-Grand-Prix in New Delhi           | bis 67 kg      | hinter Oksana Waschtschuk, Ukraine und Erin Clodgo, USA |
| 2013 | 3.    | Afrika-Meisterschaft in N'Djamena          | bis 67 kg      | hinter Enass Mustafa, Ägypten und Anta Sambou, Senegal |
| 2013 | 1.    | Commonwealth Meisterschaft in Johannesburg | bis 67 kg      | vor Anita und Manju Tomar, beide Indien und Sarah Jones, Schottland |
| 2014 | 3.    | Afrika-Meisterschaft in Tunis              | bis 69 kg      | hinter Enass Mustafa und Angela Tomo, Kamerun |

Erläuterungen
- alle Wettkämpfe im freien Stil
- WM = Weltmeisterschaft